# Досаев, Гани Кабылбекович
Гани Кабылбекович Досаев (род. 01.ноября 1973, аул Тасбастау, Жуалынский район, Жамбылская область) — казахстанский кикбоксер. Заслуженный мастер спорта Республики Казахстан по кикбоксингу (1998).
Медали
Чемпион мира (1997, Гданьск, Польша), чемпион Европы (1996, Белград, Югославия; 1998, Леверкузен, Германия), обладатель Кубка мира (1997, Бухарест, Румыния), обладатель Кубка Азии (1997, Бишкек, Кыргызстан), 5-кратный чемпион Казахстана.